# Eucynortella cryptogramma
Eucynortella cryptogramma is een hooiwagen uit de familie Cosmetidae.